# Somalische unabhängige Verfassungspartei
Die Somalische unabhängige Verfassungspartei (Hizbia Dastur Mustaqil al-Sumal oder HDMS; auf Somali Xisbia Dastuur Muustaqiil) war eine politische Partei in Somalia, die von 1947 bis 1969 bestand und vor allem die Interessen des Clans der Rahanweyn (Digil-Mirifle) vertrat.
Sie hatte ihre Ursprünge in der philanthropischen Bewegung „Nationale Mildtätige Organisation“ (al-Dscham'iya al-Chairiya al-Wataniya), die in den 1920er Jahren im Gebiet der Rahanweyn im Süden des damaligen Italienisch-Somaliland entstanden war. 1947 formierte sie sich als politische Partei zunächst unter dem Namen „Digil-Mirifle-Partei“ (Hizbia Digil-Mirifle, HDM). Später benannte sie sich in Somalische unabhängige Verfassungspartei um.
Die Partei vertrat vor allem die Interessen der Rahanweyn (Digil-Mirifle), einer der großen Clanfamilien der Somali, die gegenüber den anderen Clans einer gewissen Benachteiligung unterliegt. Daneben wurde sie auch von weiteren Minderheiten wie den Benadiri, Bravanesen und den „Bantu“ unterstützt, welche ebenfalls befürchteten, nach der nahenden Unabhängigkeit Somalias von den mächtigeren Clans marginalisiert zu werden. Zu ihren Gunsten forderte die HDMS die Durchführung einer Volkszählung, um die tatsächliche zahlenmäßige Stärke der Clans festzustellen, die Einführung einer Verfassung (dastur) und ein föderalistisches System.
Die Somalische Jugendliga (SYL), die bei der Wahl 1956 im nunmehr Treuhandgebiet Italienisch-Somaliland 43 von 60 Sitzen in der Nationalversammlung gewann, ging jedoch nicht auf diese Forderungen ein. Die HDMS, die ihrerseits auf 13 Sitze gekommen war, wurde auch nicht in die Regierungsbildung einbezogen. In der Folge boykottierte sie 1959 die letzte Wahl vor der Unabhängigkeit.
Bei der Nationalversammlungswahl 1964 erhielt die HDMS neun von 123 Sitzen. Nach der letzten freien Wahl 1969, bei der die SYL 73 Sitze gewann, wechselten die übrigen 50 Parlamentarier – darunter auch die drei Vertreter der HDMS – zur SYL. Im selben Jahr erlangte Siad Barre durch einen Putsch die Macht, und unter seiner Diktatur wurden sämtliche Parteien verboten.